# Hot Space
Hot Space je desáté studiové album britské rockové skupiny skupiny Queen. Bylo vydáno 21. května 1982 ve Spojeném království u EMI Records a v USA u Elektra Records. Album bylo nahráno ve studiích v Montreux a Mnichově. Kromě typického zvuku skupiny je zvláště v první polovině alba zřetelný vliv funku. Skladbou Life Is Real (Song For Lennon) skupina vzdala hold Johnu Lennonovi přiblížením se jeho typickému stylu. Natáčení v Montreux dalo také vznik duetu Under Pressure s Davidem Bowiem.

## Seznam skladeb

### První strana
1. „Staying Power“ (Freddie Mercury) – 4:10 *
2. „Dancer“ (Brian May) – 3:46
3. „Back Chat“ (John Deacon) – 4:31 *
4. „Body Language“ (Mercury) – 4:29 *
5. „Action This Day“ (Roger Taylor) – 3:32

### Druhá strana
1. „Put Out the Fire“ (May) – 3:18
2. „Life Is Real (Song For Lennon)“ (Mercury) – 3:28
3. „Calling All Girls“ (Taylor) – 3:50 *
4. „Las Palabras de Amor“ (May) – 4:26 *
5. „Cool Cat“ (Deacon & Mercury) – 3:26
6. „Under Pressure“ (Queen & David Bowie) – 4:02 *

Bonusové písně přidáné při vydání firmou Hollywood Records v roce 1991
1. „Body Language (1991 Bonus Remix by Susan Rogers)“ (Freddie Mercury) – 4:45

### Singly
Singly z alba Hot Space

1. „Under Pressure / Soul Brother“
Vydáno: 26. října 1981
2. „Body Language / Life Is Real (Song for Lennon)“
Vydáno: 19. dubna 1982
3. „Las Palabras de Amor / Cool Cat“
Vydáno: 1. června 1982
4. „Calling All Girls / Put Out the Fire“
Vydáno: 19. července 1982
5. „Staying Power / Calling All Girls“
Vydáno: 31. července 1982
6. „Back Chat / Staying Power“
Vydáno: 9. srpna 1982